# The League of Extraordinary Gentlemen
The League of Extraordinary Gentlemen és una sèrie de còmic creada per Alan Moore i il·lustrada per Kevin O'Neill. El guionista britànic condensa personatges mítics ambientats en l'Era Victoriana en una trama de misteri i d'aventures. Va tenir una adaptació al cinema, amb el títol en català de La lliga dels homes extraordinaris".

## Sinopsi

### Primera sèrie
Wihellmina Murray, promesa de Jonathan Harker (protagonista femenina de Dràcula) és l'encarregada de reunir un variat grup d'"herois" per a defensar la corona britànica dels seus enemics estrangers.
El grup es compon d'Allan Quatermain, aventurer anglès, el capità Nemo, El Dr. Jekyll (i el seu àlter ego, Mr. Hyde) i L'home invisible.
Junts fan front a malvats tan coneguts com el xinès Fu Manchú i el Professor Moriarty en un intent per a protegir Londres i el món sencer dels seus plans de destrucció i de conquesta.

### Segona sèrie
El grup fa front en aquesta sèrie a la invasió de Mart descrita en La guerra dels mons. En aquesta sèrie l'autor fa un homenatge al Doctor Moreau i les seues criatures quimèriques.

## El món de The League of Extraordinary Gentlemen
L'apèndix conté un viatge imaginari a través de l'univers alternatiu de la Lliga que es va 
anomenar L'Almanac del Nou Viatger. Aquest Almanac proporciona 46 pàgines d'informació de fons (tots aquests llocs preexistents en la mitologia o en la literatura, però de difícil comprensió si no es té un ampli coneixement de la literatura). Açò mostra que l'argument del còmic és una petita regió del món de la ficció.
Molts dels llocs descrits als apèndixs semblen ser dibuixos de Alberto Manguel i del Diccionari de llocs imaginaris de Gianni Guadalupi, tot i que Moore afegeix molts llocs que no hi apareixen.

## Adaptació al cinema
El còmic va ser adaptat al cinema: La lliga dels homes extraordinaris, amb escàs èxit per Stephen Norrington qui a penes va conservar del còmic la idea general, i va introduir dos nous personatges (Tom Sawyer i Dorian Gray) i canviant completament l'estil i l'esperit de l'obra original.